# Jefferson County (Colorado)
Jefferson County ist ein County im Bundesstaat Colorado der Vereinigten Staaten.  Der Verwaltungssitz (County Seat) ist Golden. Das County ist nach dem US-Präsidenten Thomas Jefferson benannt.
Die Columbine High School, der Ort des Schulmassakers von Littleton (1999), befindet sich im Jefferson County.

## Demografische Daten

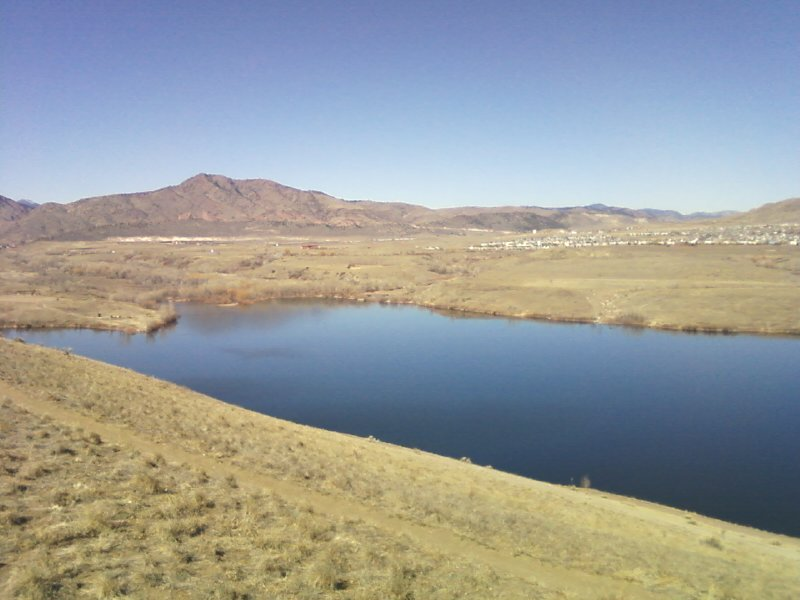
Das Bear Creek Reservoir am Mount Morrison

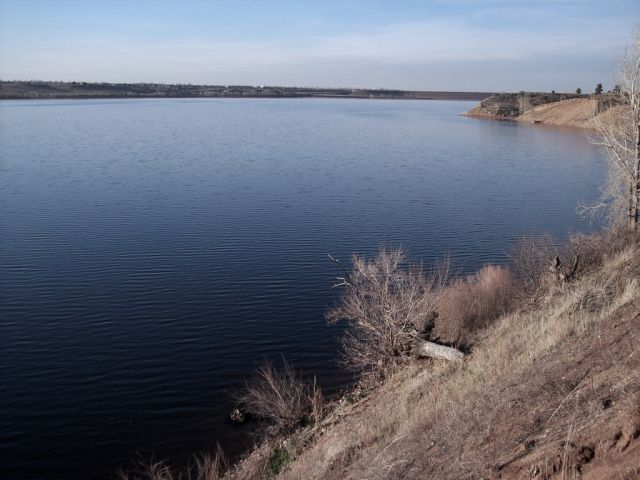
Der Chatfield Lake

Nach der Volkszählung im Jahr 2000 lebten im County 527.056 Menschen. Es gab 206.067 Haushalte und 140.537 Familien. Die Bevölkerungsdichte betrug 264 Einwohner pro Quadratkilometer. Ethnisch betrachtet setzte sich die Bevölkerung zusammen aus 90,59 Prozent Weißen, 0,89 Prozent Afroamerikanern, 0,75 Prozent amerikanischen Ureinwohnern, 2,28 Prozent Asiaten, 0,08 Prozent Bewohnern aus dem pazifischen Inselraum und 3,23 Prozent aus anderen ethnischen Gruppen; 2,18 Prozent stammten von zwei oder mehr Ethnien ab. 9,95 Prozent der Gesamtbevölkerung waren spanischer oder lateinamerikanischer Abstammung.
Von den 206.067 Haushalten hatten 33,4 Prozent Kinder und Jugendliche unter 18 Jahre, die bei ihnen lebten. 55,1 Prozent waren verheiratete, zusammenlebende Paare, 9,1 Prozent waren allein erziehende Mütter. 31,8 Prozent waren keine Familien. 24,5 Prozent waren Singlehaushalte und in 6,3 Prozent lebten Menschen im Alter von 65 Jahren oder darüber. Die Durchschnittshaushaltsgröße betrug 2,52 und die durchschnittliche Familiengröße lag bei 3,03 Personen.
Auf das gesamte County bezogen setzte sich die Bevölkerung zusammen aus 25,3 Prozent Einwohnern unter 18 Jahren, 8,1 Prozent zwischen 18 und 24 Jahren, 32,1 Prozent zwischen 25 und 44 Jahren, 24,9 Prozent zwischen 45 und 64 Jahren und 9,6 Prozent waren 65 Jahre alt oder darüber. Das Durchschnittsalter betrug 37 Jahre. Auf 100 weibliche Personen kamen 99,0 männliche Personen, auf 100 Frauen im Alter ab 18 Jahren kamen statistisch 96,8 Männer.
Das jährliche Durchschnittseinkommen eines Haushalts betrug 57.339 USD, das Durchschnittseinkommen der Familien betrug 67.310 USD. Männer hatten ein Durchschnittseinkommen von 45.306 USD, Frauen 32.372 USD. Das Prokopfeinkommen betrug 28.066 USD. 5,2 Prozent der Bevölkerung und 3,4 Prozent der Familien lebten unterhalb der Armutsgrenze. Darunter waren 5,8 Prozent der Bevölkerung unter 18 Jahren und 5,1 Prozent der Einwohner ab 65 Jahren.

## Sehenswürdigkeiten

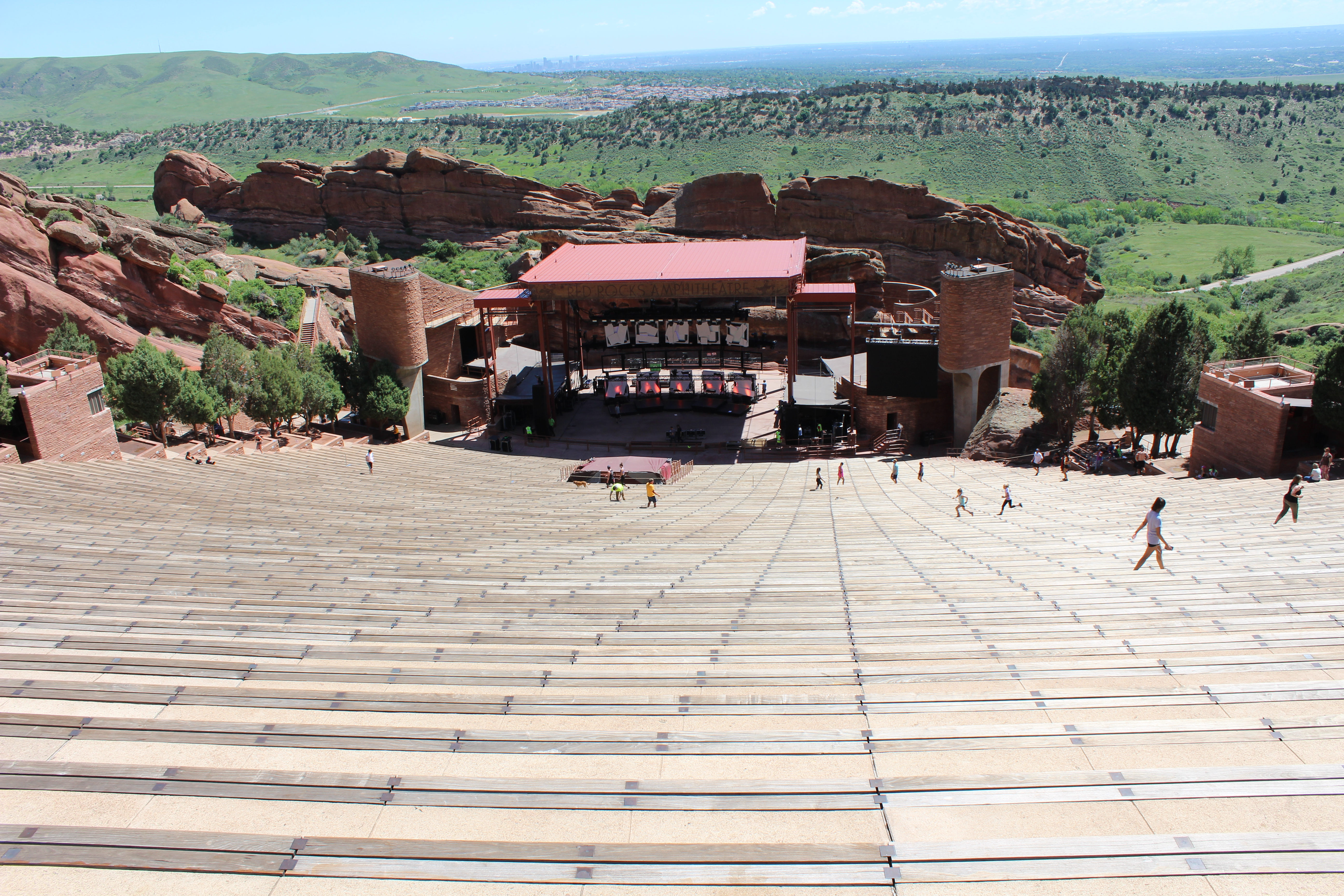
Amphitheater im Red Rocks Park (2018). Dieser Park zeichnet sich durch markante Sandsteinfelsen aus und ist mit dem Amphitheater als Veranstaltungsort bekannt. Das Gelände wurde im August 2015 als ein National Historic Landmark anerkannt.

Insgesamt 87 Bauwerke, Stätten und historische Bezirke (Historic Districts) im Jefferson County sind im National Register of Historic Places („Nationales Verzeichnis historischer Orte“; NRHP) eingetragen (Stand 8. September 2022), wobei der Red Rocks Park District den Status eines National Historic Landmarks („Nationale historische Wahrzeichen“) hat.

## Orte im Jefferson County
- Applewood
- Arvada
- Aspen Park
- Bergen Park
- Bow Mar
- Broken Arrow Acres
- Brook Forest
- Buffalo Creek
- Cliffdale
- Coal Creek
- Cody Park
- Columbine
- Conifer
- Crossons
- Deermont
- Dome Rock
- Edgemont
- Edgewater
- El Rancho
- Elephant Park
- Evergreen
- Fenders
- Ferndale
- Foxton
- Genesee
- Glenelk
- Golden
- Green Mountain Village
- Green Valley Acres
- Herzman Mesa
- Hidden Valley
- Hiwan Hills
- Homewood Park
- Idledale
- Indian Hills
- Indian Springs Village
- Kassler
- Ken Caryl
- Kittredge
- Lakeside
- Lakewood
- Leyden
- Leyden Junction
- Littleton
- Lone Pine Estates
- Longview
- Marshdale
- Morrison
- Mount Olivet
- Mount Vernon Club Place
- Mountain View
- Oehlmann Park
- Oxyoke
- Paradise Hills
- Phillipsburg
- Pine Grove
- Plainview
- Plastic
- Pleasant View
- Riverview
- Rocky
- Rosedale
- Semper
- Silver Springs
- Sky Village
- Snow Water Springs
- South Platte
- Sphinx Park
- Spivak
- Sprucedale
- Stanley Park
- Troutdale
- Trumbull
- Twin Forks
- Twin Spruce
- Wah Keeney Park
- Wallace Village
- Wandcrest Park
- Waterton
- Westminster
- Wheat Ridge